# 8668 Satomimura
8668 Satomimura è un asteroide della fascia principale. Scoperto nel 1991, presenta un'orbita caratterizzata da un semiasse maggiore pari a 2,4224015 UA e da un'eccentricità di 0,0962759, inclinata di 11,08394° rispetto all'eclittica.
L'asteroide è dedicato alla cittadina giapponese Satomi, dove in autunno ha luogo un festival delle stelle.